# Télévision centrale coréenne
La Télévision centrale coréenne (en hangeul : 조선중앙텔레비죤 ; MR : Chosŏn Chung'ang T'ellebijyon) est l'une des quatre chaînes de télévision d'État émettant en Corée du Nord. 
Émanation du département Propagande et Agitation du Comité central du Parti du travail de Corée, cette chaîne généraliste accorde un soin particulier au culte de la personnalité des différents dirigeants nord-coréens.
Toutes les émissions sont uniquement diffusées en coréen.
Depuis 1999, la télévision nord-coréenne diffuse également par satellite en Asie via le satellite Thaicom 5 (en).
Depuis le 15 janvier 2015, la chaîne émet en haute définition et en numérique sur le satellite Thaicom 5.

## Présentation
La télévision nationale nord-coréenne commence ses émissions le 3 mars 1963. En 1971, la chaîne unique est rejointe par un second canal baptisé Kaesong TV, laquelle devient la Télévision éducative et culturelle coréenne en 1997. Une troisième chaîne de télévision voit le jour en 1973 : Mansudae TV, une chaîne diffusant des programmes consacrés à l'art, au sport et à la technologie.
L'année suivante, en 1974, la télévision coréenne expérimente ses premières émissions en couleur.
La Télévision centrale coréenne diffuse en VHF sur le canal 12 à Pyongyang et sur d'autres fréquences dans les principales agglomérations du pays. En semaine, du lundi au samedi, elle se limite à 12 heures et demie de programmes quotidiens, de 12 heures à 00 heures 30 minutes. En dehors des horaires de diffusion, l'antenne est occupée par une mire et par les émissions de la radio nationale coréenne.
Les programmes sont ceux d'une chaîne généraliste, tout en étant très marqués par l'idéologie officielle du régime, le Juche, version nord-coréenne du communisme. Chaque soir à 12 heures, les premières images diffusées par la télévision nationale sont celles du Mont Paektu, point culminant de la péninsule de Corée, montagne sacrée et prétendu lieu de naissance de Kim Jong Il pour la propagande officielle. S'ensuivent la diffusion de l'hymne national et la présentation des émissions du jour. L'antenne est ensuite occupée par des bulletins d'information, une revue de la presse nationale, des dessins animés comme écureuil et herisson ,le chien vivverin intelligent et le garçon général ou des documentaires. 
Une large part de l'antenne est occupée par des émissions politiques : les déplacements du dirigeant du pays sont ainsi minutieusement commentés. Des clips patriotiques glorifient le Parti du travail, l'Armée populaire ou mettent l'accent sur des faits d'armes jugés déterminants dans l'histoire de la Corée en général et de la république populaire démocratique de Corée en particulier.
Les dimanches, le jour des élections, le jour du décès de Kim Il-sung, le jour de naissance et du décès de Kim Jong-suk et la majorité des jours fériés (excepté l'anniversaire de Kim Jong-un et le jour de l'alphabet coréen), la Télévision centrale coréenne émet durant presque quatorze heures, de 9 heures du matin jusqu'à 22 heures 30 minutes, heure de diffusion du journal de la nuit.

## Personnages-clés
- Swa Wek Kim : éditeur du journal télévisé ;
- Ri Chun-hee : présentatrice du journal télévisé ;
- Chung-ok Ryu : présentatrice du journal télévisé ;
- Su-Il Cha : présentateur du journal télévisé.

## Anecdote
Au début de chaque édition du journal télévisé de la Télévision centrale coréenne, le présentateur prononce la phrase « 위대한 령도자 김XX동지께서 », qui signifie « Son grand leader/dirigeant camarade Kim X-X ».